# Schloss Forstern

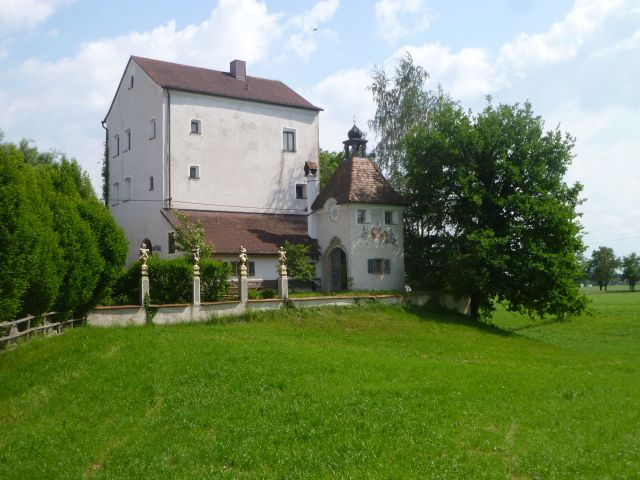
Schloss Forstern

Das Schloss Forstern befindet sich im Ortsteil Forstern der Gemeinde Burgkirchen im Bezirk Braunau.

## Geschichte

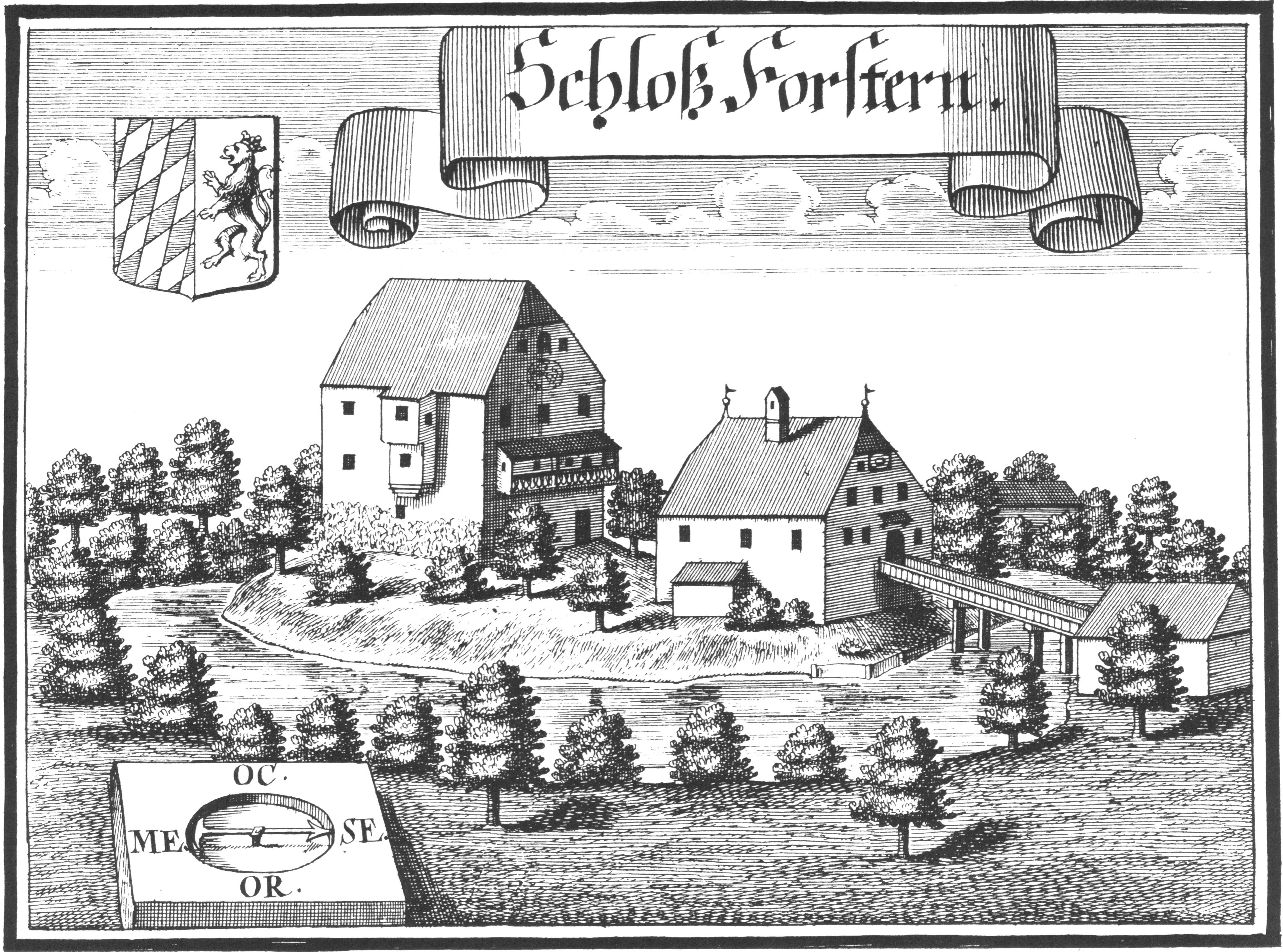
Schloss Forstern nach einem Kupferstich von Michael Wening von 1721

Das Schloss wird urkundlich erstmals in den Traditionen des Hochstiftes Passau in der Zeit zwischen 1013 und 1045 genannt. Ein Dietrich de Vorstarn wird im Jahr 1180 im Ranshofener Traditionskodex erwähnt, wesentlich später findet sich ein Eintrag Forsterns in einer Urkunde vom 3. Februar 1358 (mit dem „erbern man Her Conradt der Notleich von Vornstorn“). 1383 wird ein Chunrat Neusslinger auf Forstern genannt, 1403 ist Steffan der Egker, Richter von Weilhart, hier nachgewiesen. 1484 soll um den Ansitz ein Streit zwischen Georg Neyslinger, Stephan Ekker (Pfarrer zu Aurolzmünster), Lienhart Pugenhover und Adam Seybersdorffer entbrannt sein. Der Edelsitz Forstern wurde in der Landtafel von 1490 als Hofmark geführt und besaß die Niedere Gerichtsbarkeit.
Herzog Albrecht von Bayern-München gab 1504 die Hofmark der Stadt Braunau am Inn als Ersatz für erlittene Kriegsschäden im Landshuter Erbfolgekrieg. 1536 wurde der Besitz ausgemarkt und befreit. Ab nun bestimmten Bürgermeister und Ratsherrn von Braunau einen Lehensträger aus ihrer Mitte, der den Sitz Forstern verwaltete. Erster Lehensträger war das Ratsmitglied Konrad Stadler. Um 1597 wird als Pfleger Karl Eisenreich erwähnt. Die Belehnungsurkunde vom 7. Februar 1838 ist für Josef Schüdl nach dem Tode Josef Mosers von Kaiser Ferdinand I. ausgestellt. Die letzte Belehnung eben desselben Josef Schüdl wurde durch Franz Joseph I. am 2. Oktober 1850 vorgenommen.
1850 wurde der Ansitz von der Stadt Braunau an Johann Futschik verkauft. Weitere Besitzer waren Peter Endl (1901–1904), Anton Simeth (bis 1913), Georg Baier (bis 1953) und dann wird die Familie Josef und Theresia Zöhner als Eigentümer genannt.

## Schloss Forstern heute
Forstern macht den Eindruck eines typischen Ansitzes, so wie man ihn vor allem in Südtirol findet. Dabei gab es für die Ansitze des niedrigen Adels genaue Vorschriften über die Anzahl der Geschoße, des Grabens, des Kellers und der nicht erlaubten Wehranlagen. Da ein Ansitz wenig wehrhaft war, spielte er bei kriegerischen Auseinandersetzungen auch kaum eine Rolle, deshalb sind auch die Zeugnisse über ein solches Gebäude rar.
Um den Bau erkennt man noch einen Graben, der mit dem Wasser der Mattig gefüllt werden konnte, wie man auf dem Stich von Michael Wening von 1721 sehen kann. Durch die Regulierung der Mattig ist der Graben heute trockengelegt und die zu dem Ansitz führende Brücke verschwunden. Auch die Dachform hat sich geändert und ist heute weniger steil als früher und nicht mehr abgewalmt.
Das Gebäude ist auch heute noch dreigeschoßig. Die früher vorhandenen Seitenerker sind verschwunden, dafür gibt es aber einen kleinen Eingangsturm. Das frühere Torhaus ist heute noch als Bauernhaus erkennbar. Beim Ansitz ist eine dem heiligen Nikolaus von Myra geweihte Kapelle vorhanden, die am 23. Juni 2012 neu geweiht werden soll. Vor der Eingangsstiege liegt ein Brunnen, der 2012 erneuert wurde. Die aktuelle Besitzerin Manhartseder-Krisai hat die Renovierung des denkmalgeschützten Gebäudes schon weit vorangetrieben.

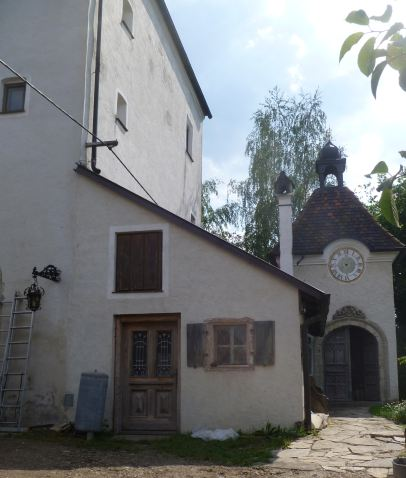
Eingangsturm
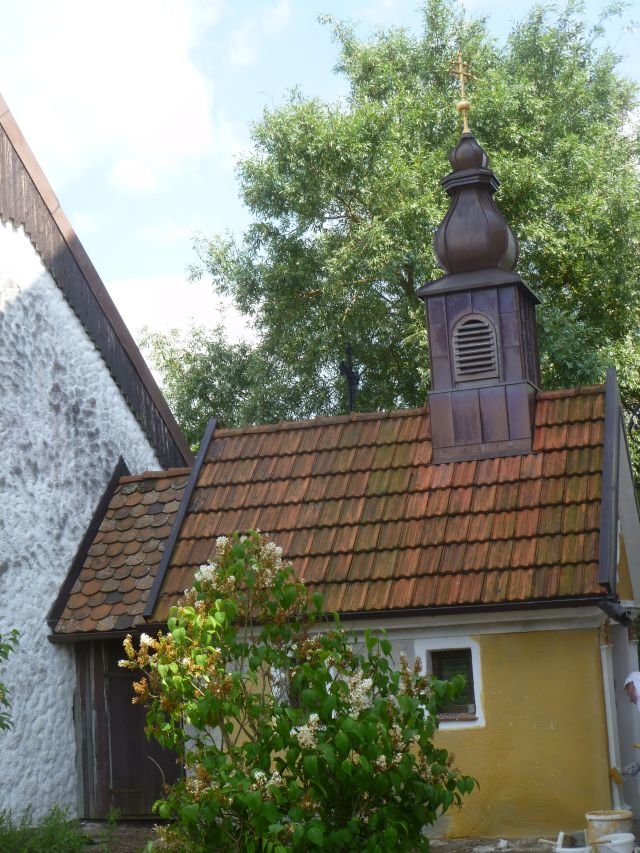
Nikolauskapelle
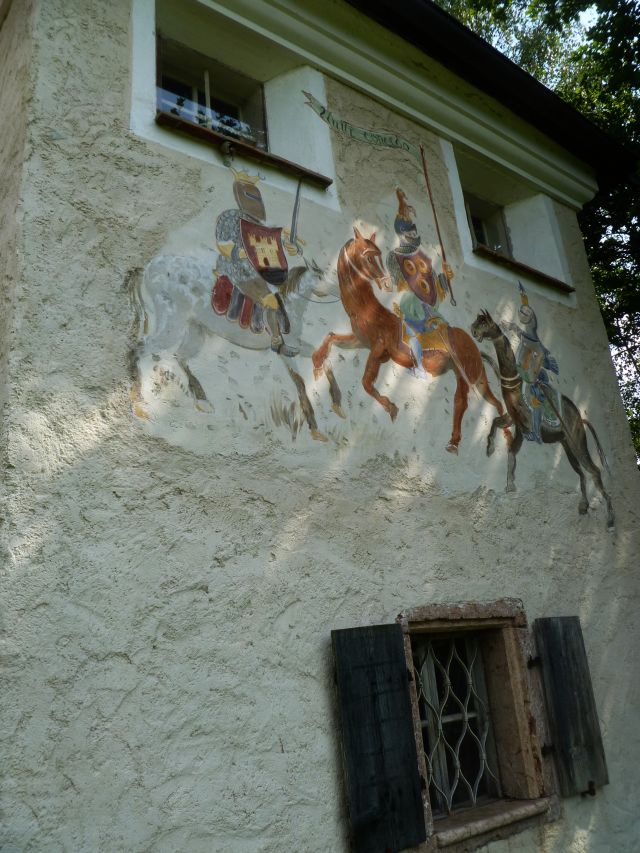
Ritterszene auf dem Schlossgebäude
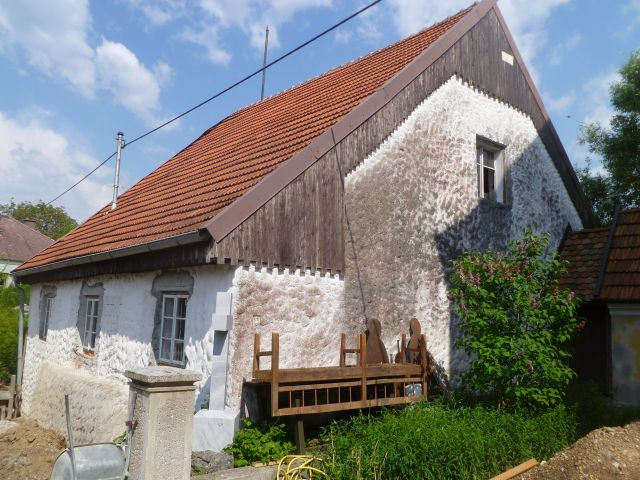
Ehemaliges Torhaus